# Interféromètre du plateau de Bure
Pour les articles homonymes, voir Bure.
Le réseau de radiotélescopes du Plateau de Bure constitue un interféromètre millimétrique conçu par l'IRAM. 
Celui-ci est localisé, comme son nom l'indique, sur le plateau de Bure à 2 552 m d'altitude, dans le massif du Dévoluy (Hautes-Alpes) dans les Alpes françaises.
À partir de 2014, l'observatoire NOEMA prend sa succession sur le même emplacement.

## Caractéristiques
La construction de cet interféromètre a débuté en 1985, les premières observations ont pu être effectuées en 1988.
Il est actuellement constitué de 12 antennes de 15 m de diamètre chacune. Les 6 premières ont été construites entre 1985 et 2002. La septième, inaugurée en septembre 2014, passe un dernier test avant d'être associée aux autres. 
Les antennes sont montées sur des rails, ce qui permet de changer leur distance de séparation en fonction des besoins.
À la suite des travaux réalisés lors de l'été 2005, la séparation maximale sur l'axe est/ouest est de 760 m tandis qu'elle est de 368 m sur l'axe nord/sud. Ceci permet l'observation d'émissions ayant une longueur d'onde de 1,3 mm (c'est-à-dire une onde ayant une fréquence de 230 GHz).
La présence de cet instrument a permis la poursuite de plus de 600 projets impliquant plus de 300 astronomes du monde entier.

## Évolution
En 2014, l'interféromètre du Plateau de Bure a été renommé NOrthern Extended Millimeter Array (NOEMA). NOEMA, collaboration franco-allemande de 45 M€, consiste d'une part à porter le nombre d'antennes à 12, et d'autre part à allonger l'une des voies jusqu'à 1 600 mètres. À la fin de 2021 la sensibilité de l'observatoire NOEMA devrait ainsi avoir décuplé et sa résolution angulaire devrait être quatre fois meilleure.  Ce qui en fait le plus puissant de tout l'hémisphère Nord, et le second au monde après ALMA.

## Accès
En raison de sa position sur un plateau isolé, un premier téléphérique a été construit dans les années 1980, victime d'une catastrophe en 1999.
Un nouveau téléphérique a ensuite été mis en service en 2015, lui-même victime d'un déraillement hors-exploitation fin 2016.

## Galerie

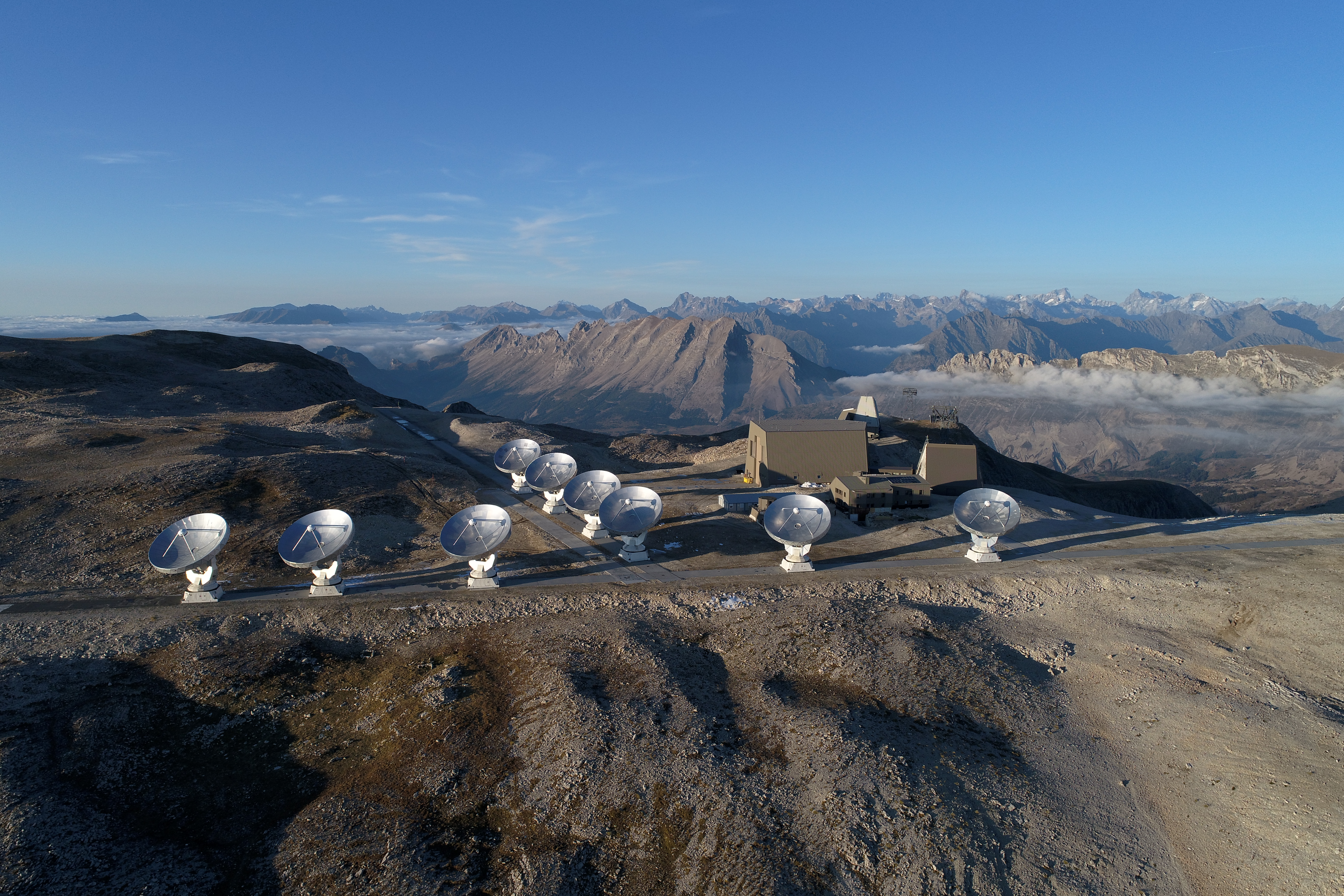
Vue d'ensemble de l'interféromètre en 2017
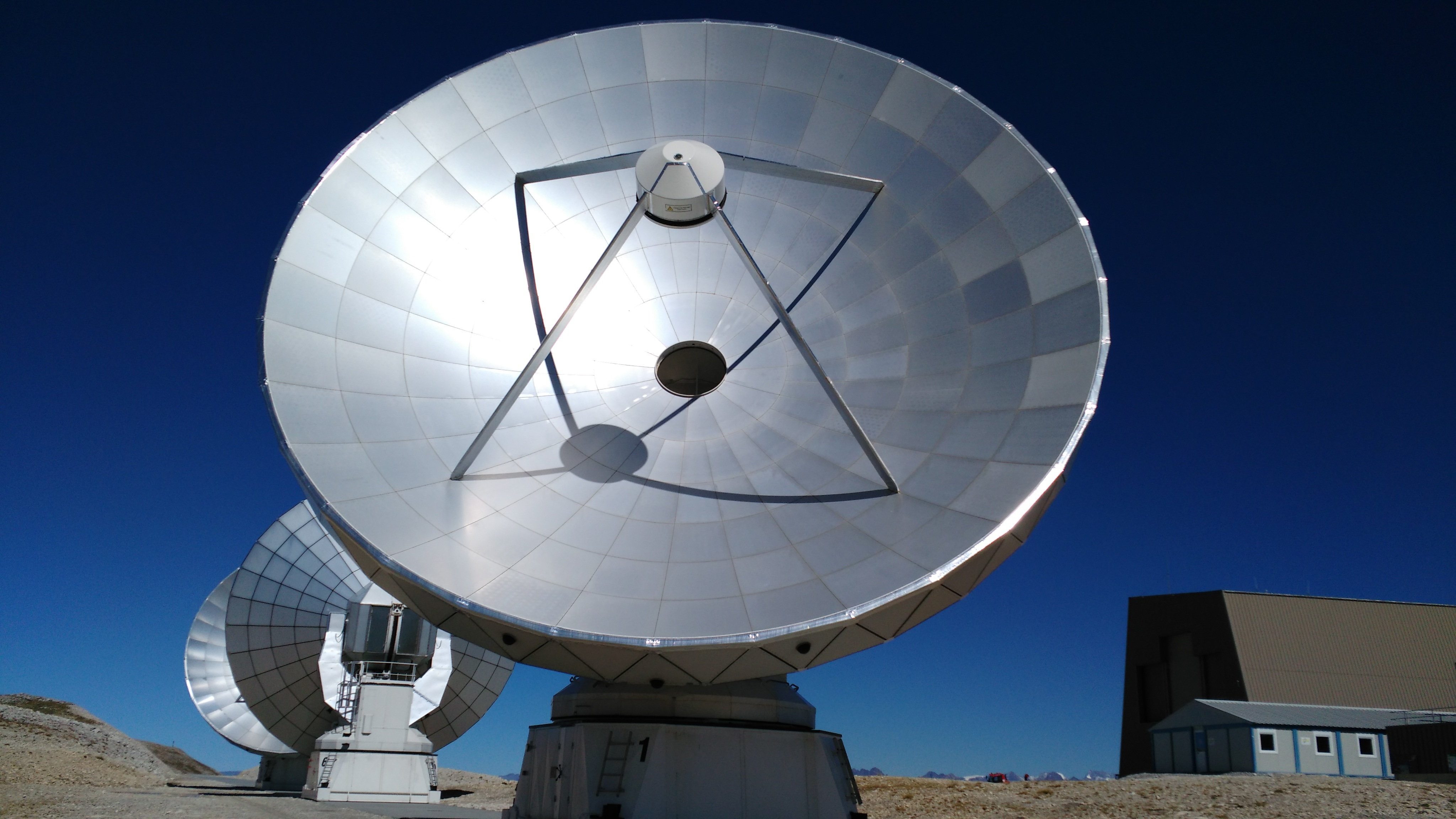
Antenne en détail
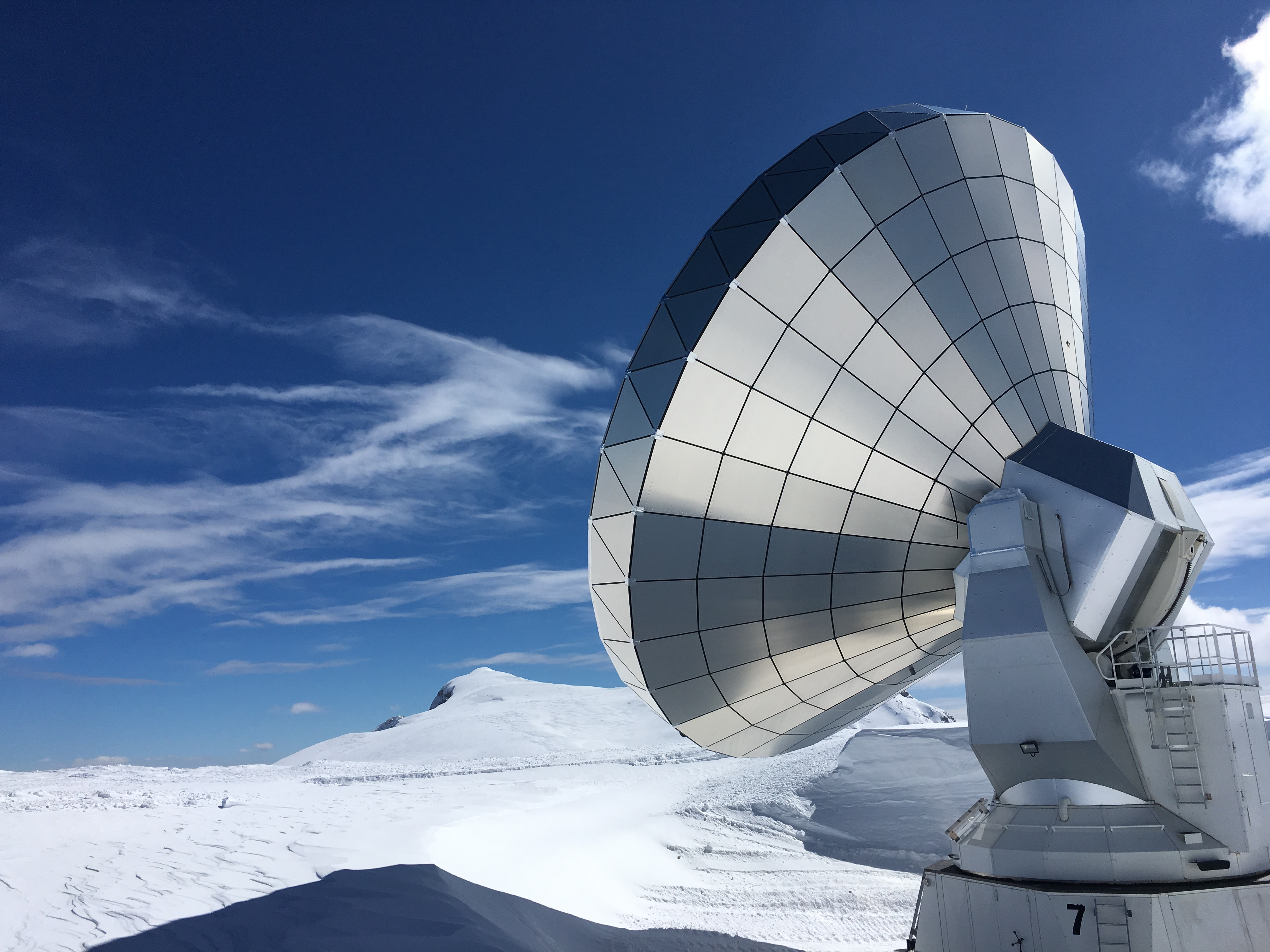
Antenne en détail